# Joeropsis polynesiensis
Joeropsis polynesiensis är en kräftdjursart som beskrevs av Mueller1989. Joeropsis polynesiensis ingår i släktet Joeropsis och familjen Joeropsididae. Inga underarter finns listade i Catalogue of Life.